# Rödögd grönbulbyl
Ej att förväxla med rödögd bulbyl
Rödögd grönbulbyl (Chlorocichla falkensteini) är en fågel i familjen bulbyler inom ordningen tättingar.

## Utseende och läte
Rödögd grönbulbyl är en medelstor grönbulbyl. Undersidan är grå förutom gult på strupen. Ovansidan är enfärgad gulgrön och ögonen är röda. Största förväxlingsrisken är gulstrupig grönbulbyl, men denna har vanligen ljusare vitaktig strupe i områden där de överlappar. Rödögd grönbulbyl urskiljs vidare genom enfärgat grå undersida, mer bjärt olivgrön ovansida, mörkröda ögon och mer konsekvent gul strupe. Lätet består av ett varierat dämpat tjatter.

## Utbredning och systematik
Rödögd grönbulbyl förekommer i Centralafrika. Den behandlas antingen som monotypisk eller delas in i två underarter med följande utbredning:
- Chlorocichla falkensteini viridescentior – förekommer i södra Kamerun (i regionen vid floden Ja)
- Chlorocichla falkensteini falkensteini – förekommer från södra Centralafrikanska republiken till Rio Muni samt från sydvästra Demokratiska republiken Kongo till norra Angola

## Levnadssätt
Rödögd grönbulbyl hittas i skogsbryn och liknande miljöer. Där ses den i buskar och snår. Fågeln påträffas oftast i par eller små familjegrupper, men kan ibland ansluta till kringvandrande artblandade flockar.

## Status
Arten har ett stort utbredningsområde och beståndet anses stabilt. Internationella naturvårdsunionen IUCN listar den därför som livskraftig (LC).

## Namn
Fågelns vetenskapliga artnamn hedrar Julius August Ferdinand Falkenstein (1842-1917), tysk kirurg och samlare av specimen i tropiska Afrika 1873-1876.